# 크리스마스 햄

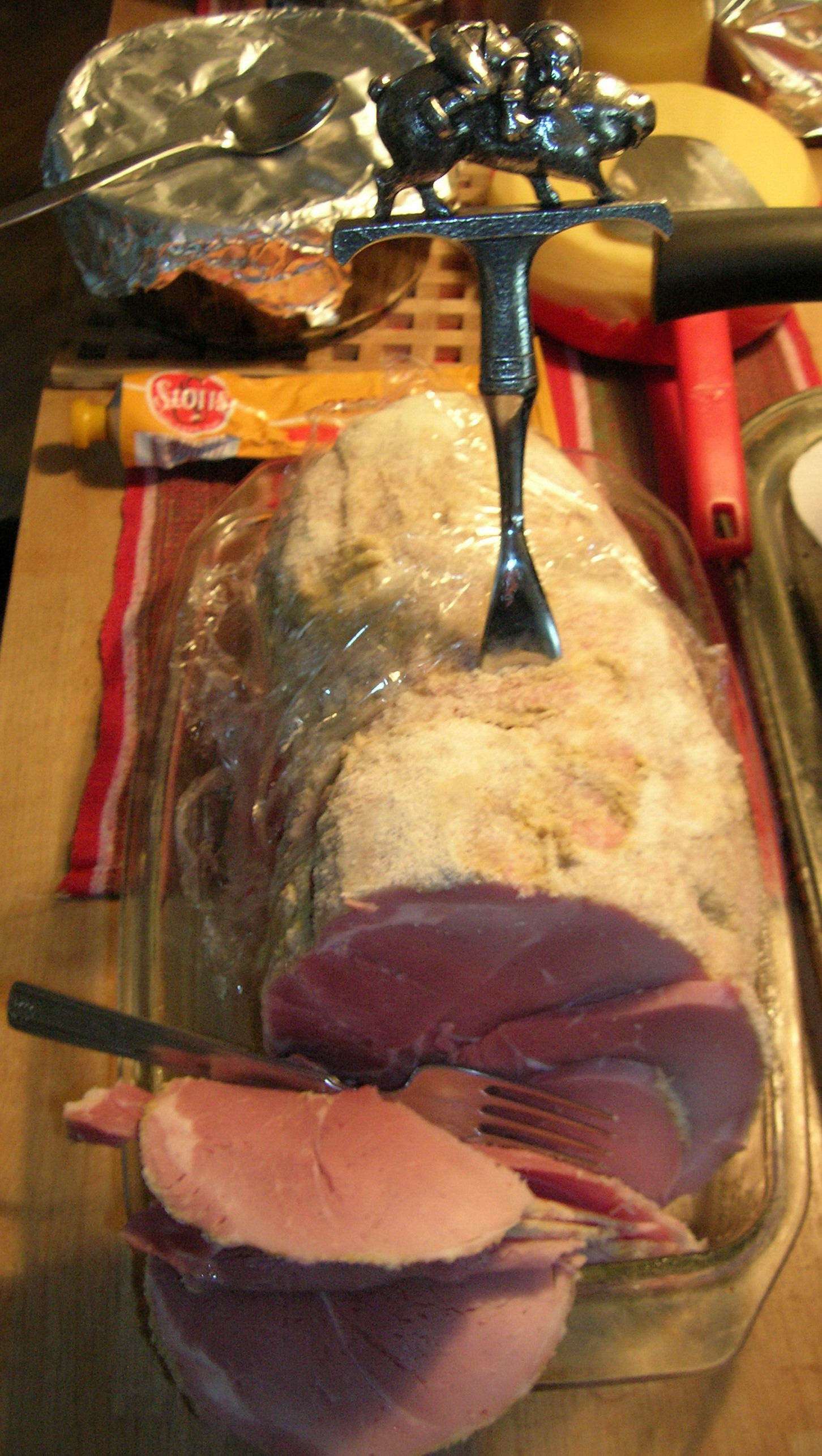

크리스마스 햄(Christmas ham) 또는 성탄절 햄(Yule ham)은 크리스마스 저녁 식사나 북유럽과 영국권의 율 (게르만), 성탄절 기간에 종종 제공되는 햄이다. 준비 스타일은 장소와 시간에 따라 크게 다르다.
햄을 먹는 전통은 수확 축제 기간 동안 소나르골트르(sonargöltr)로 알려진 멧돼지를 북유럽 신 프레이(Freyr)에게 제물로 바치는 게르만 이교도 의식에서 발전한 것으로 생각된다.

## 미국 전통
2019년 기준 미국인들은 연휴 기간에 칠면조고기와 비슷한 양의 햄을 구입한다. 햄은 1900년경에 크리스마스 요리로 언급되기 시작했고, 1960년경부터 인기가 높아지기 시작했다. 휴일 햄은 1916년 아머 앤드 컴퍼니(Armor and Company)에서 산업적으로 급속 경화되고 덜 짠 햄에 대한 마케팅 활동의 일환으로 홍보되기 시작했다. 20세기에 인기를 끌었던 정향이 박힌 다이아몬드 부화 설탕 글레이즈를 곁들인 구운 크리스마스 햄은 1930년대에 소개되었다. 글레이즈 햄은 오래 전부터 인기가 있었지만, 1880년대까지는 설탕이 아닌 육수를 사용하여 글레이즈 처리하는 것이 일반적이었고 크리스마스와 관련이 없었다.